# マーガレット・ロックウッド
マーガレット・ロックウッド（Margaret Lockwood、本名マーガレット・メアリー・デイ・ロックウッド〈Margaret Mary Day Lockwood〉、1916年9月15日 - 1990年7月15日）は、イギリスの女優である。1940年代、ゲインズバラ・ピクチャーズ（en）を代表するスター女優として活躍した。1981年に大英帝国勲章（CBE）を授与されている。

## 主な出演作
- 紳士渡世 The Amateur Gentleman (1936)
- バルカン超特急 The Lady Vanishes (1938)
- ミュンヘンへの夜行列車 Night Train to Munich (1940)
- 灰色の男 The Man in Grey (1943)
- 愛の物語 Love Story (1944)
- 妖婦 The Wicked Lady (1945)
- ベデリア Bedelia (1946)
- 狂乱の狼火 Hungry Hill (1947)
- 赤い百合 Jassy (1947)
- 嵐に叛く女 Laughing Anne (1953)
- 谷間の争い Trouble in the Glen (1954)
- シンデレラ The Slipper and the Rose (1976)